# Tecnologia de odor digital
Tecnologia de odor digital é uma tecnologia para sentir, transmitir e receber odores, sendo que todas essas funções estão associadas com mídias digitais (tais como websites, videogames, filmes e músicas). O funcionamento básico dessa tecnologia está na combinação entre olfatômetros e narizes eletrônicos

## História
Nos fins da década de 1950, um cientista chamado Hans Laube, inventou o Smell-O-Vision, um sistema com a funcionalidade de lançar odores durante a projeção de um filme, permitindo ao usuário a sensação de "cheirar" o que acontece no filme. O Smell-O-Vision competiu contra o  AromaRama, um sistema similar ,inventado por Charles Weiss, que emite odores através do sistema de ar-condicionado do cinema. A
''Variety'' apelidou a competição de "batalha dos smellies".
Entre 1999 - 2001, a empresa DigiScents desenvolveu um periférico chamado iSmell, que foi projetado para emitir um odor quando o usuário visitasse um website ou abri-se um email. O dispositivo contava com um cartucho com 128 "odores primários" que, quando misturados, replicariam odores naturais e artificiais. A DigiScents indexou milhares de odores comuns, que poderiam ser codificados, digitalizados e incorporados em páginas web e emails. Após um investimento de 20 milhões de dólares, A DigiScents foi fechada pois não tinha mais capital para desenvolver mais seu produto.
Em 2000, a AromaJet desenvolveu um dispositivo chamado Pinoke; trata-se de um protótipo capaz de gerar odores.

## Atualidade
Em março de 2013, um grupo de pesquisadores japoneses revelaram um protótipo, apelidados por eles de smelling screen. Tal dispositivo combina um display digital com quatro pequenos ventiladores (fans), que servem para direcionar um odor emitido para uma região específica da tela. Os ventiladores operam em uma velocidade muito baixa, tornando o fluxo de ar ao usuário quase imperceptível; em vez disso, percebem o cheiro vindo direto de determinado objeto mostrado na tela.